# 马仙庙
马仙庙，是位于中国福建省宁德市柘荣县双城镇城南社区仙屿山顶的一个清代古建筑，1983年7月入选首批柘荣县文物保护单位。
马仙庙是供奉福建省“三大民间信仰女神”之一马仙的宫庙。柘荣地区是马仙信俗文化的起源地。始建于元朝至正二年（1342年），清朝多次重建。建筑坐北朝南，单檐硬山顶砖木结构，进深23.5米，面阔17.1米，两侧有耳房，占地550平方米。附属文物有清同治十二年（1873年）的牌匾和民国20年（1931年）的碑刻。